# فیفا ۹۹
«فیفا ۹۹» (انگلیسی: FIFA 99) یک بازی ویدئویی در سبک بازی ورزشی است که توسط الکترونیک آرتس و در سال ۱۹۹۸ و در پلت‌فرم‌های رایانه شخصی، پلی‌استیشن، نینتندو ۶۴، سگا مگا درایو، و مایکروسافت ویندوز منتشر شده‌است.